# 천안수곡초등학교
천안수곡초등학교는 대한민국 충청남도 천안시 서북구에 있는 공립 초등학교이다.

## 학교 연혁
- 2004년 3월 1일: 개교
- 2005년 3월 1일: 36학급 편성
- 2006년 3월 1일: 40학급 편성
- 2007년 3월 1일: 42학급 편성
- 2008년 3월 1일: 42학급 편성
- 2009년 3월 1일: 42학급 편성
- 2010년 3월 1일: 40학급 편성
- 2011년 3월 1일: 40학급 편성
- 2012년 3월 1일: 40학급 편성
- 2013년 3월 1일: 39학급 편성
- 2014년 3월 1일: 39학급 편성
- 2015년 3월 2일: 35학급 편성
- 2016년 3월 2일: 34학급 편성
- 2017년 3월 2일: 33학급 편성
- 2018년 3월 2일: 31학급 편성
- 2019년 3월 1일: 31학급 편성
- 2020년 3월 2일: 30학급 편성

## 참고 자료
- 천안수곡초등학교 - 한국교육학술정보원 학교알리미

## 갤러리

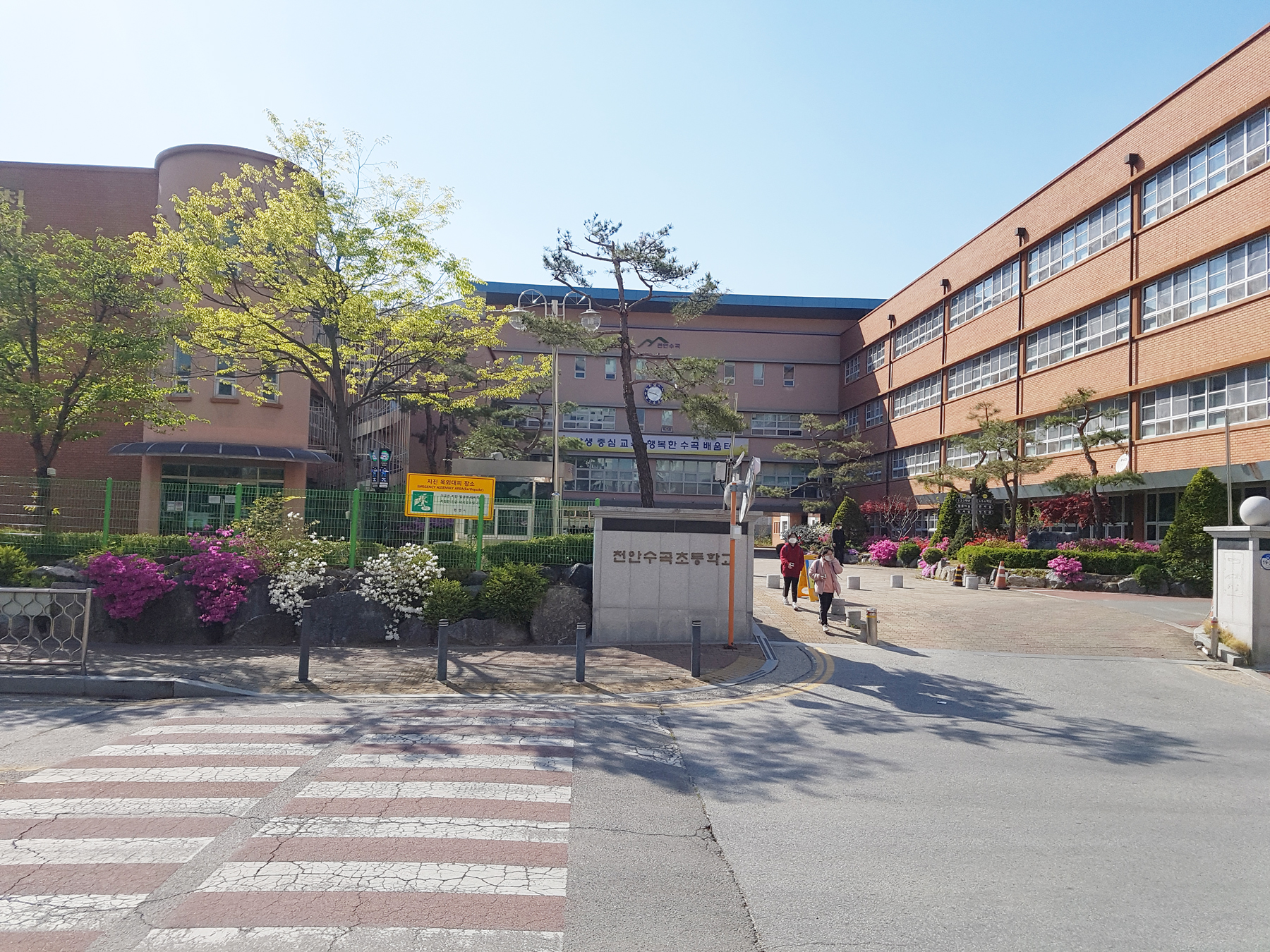
천안수곡초등학교
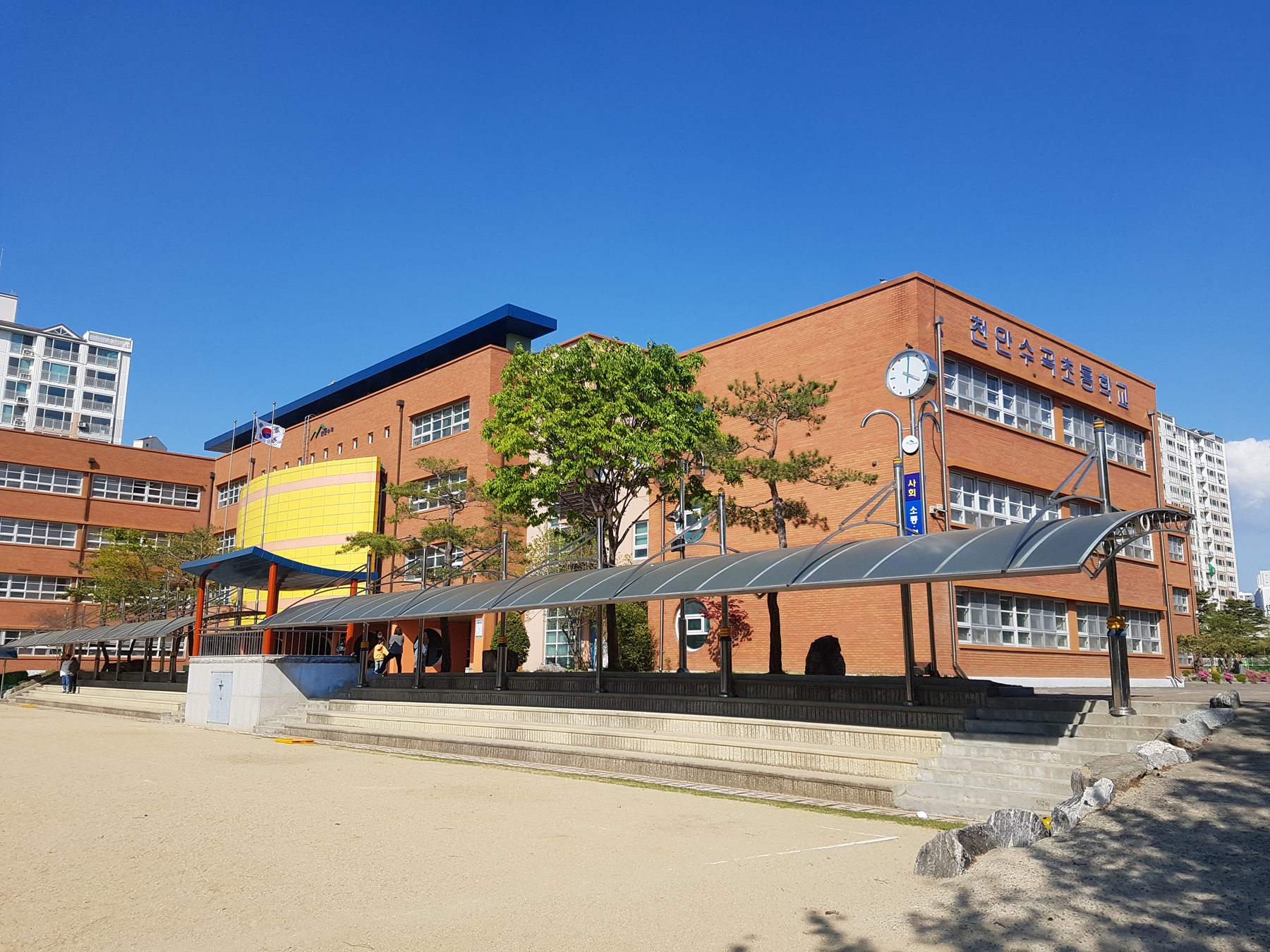
천안수곡초등학교